# Rhododendron maddenii

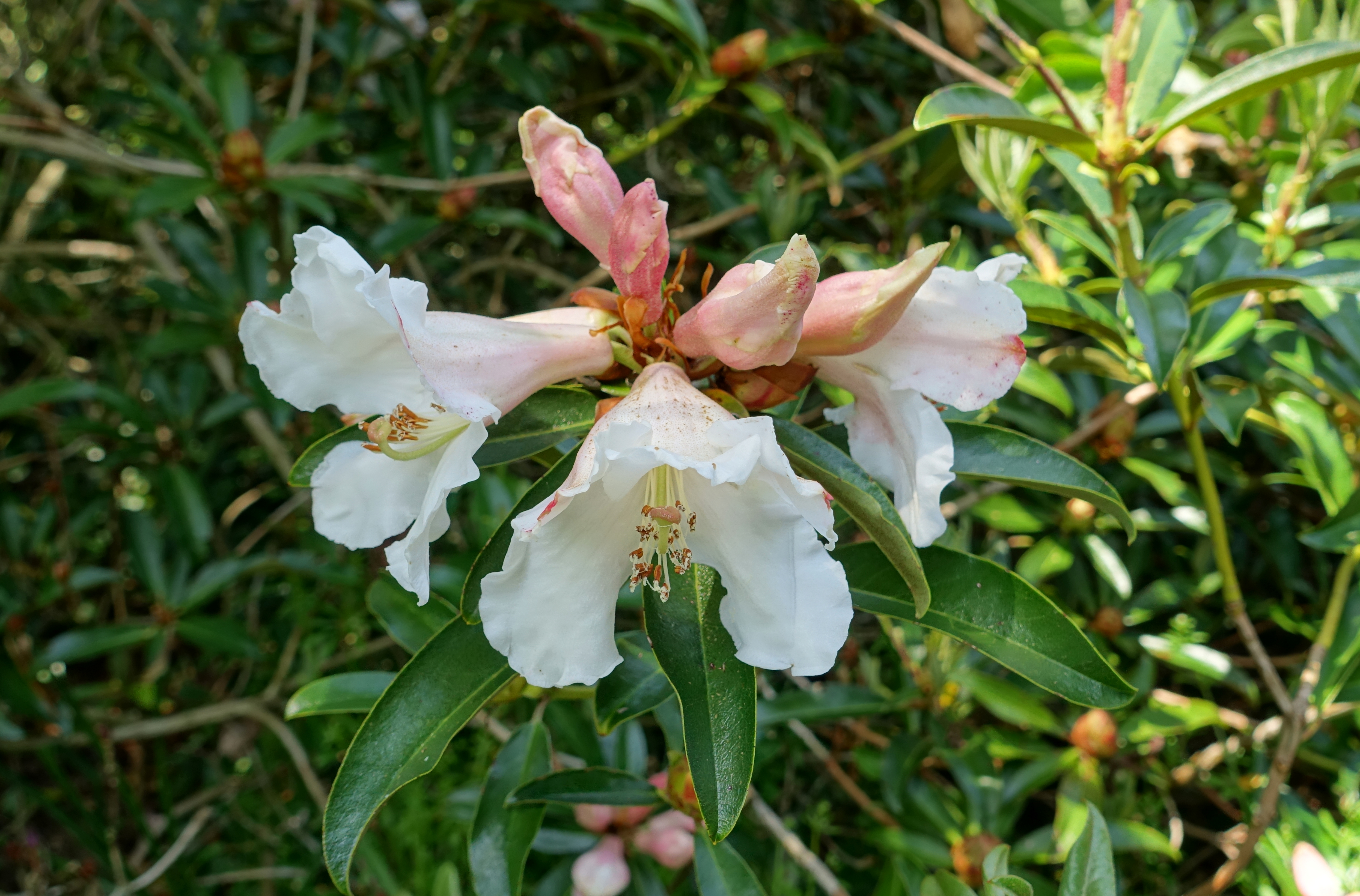
Närbild på blommorna.

Rhododendron maddenii är en ljungväxtart. Rhododendron maddenii ingår i släktet rododendron, och familjen ljungväxter. Utöver nominatformen finns också underarten R. m. crassum.

## Bildgalleri

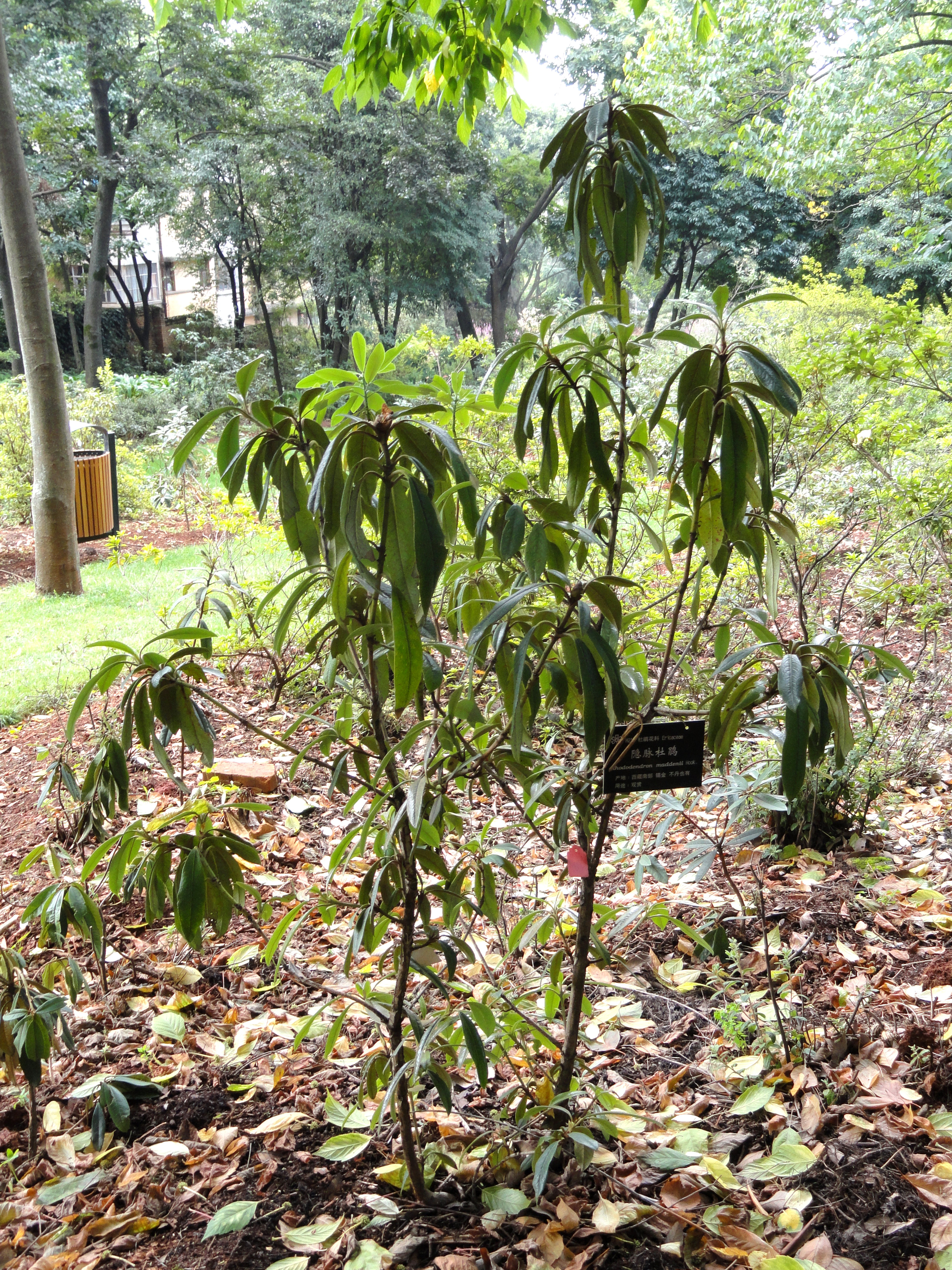
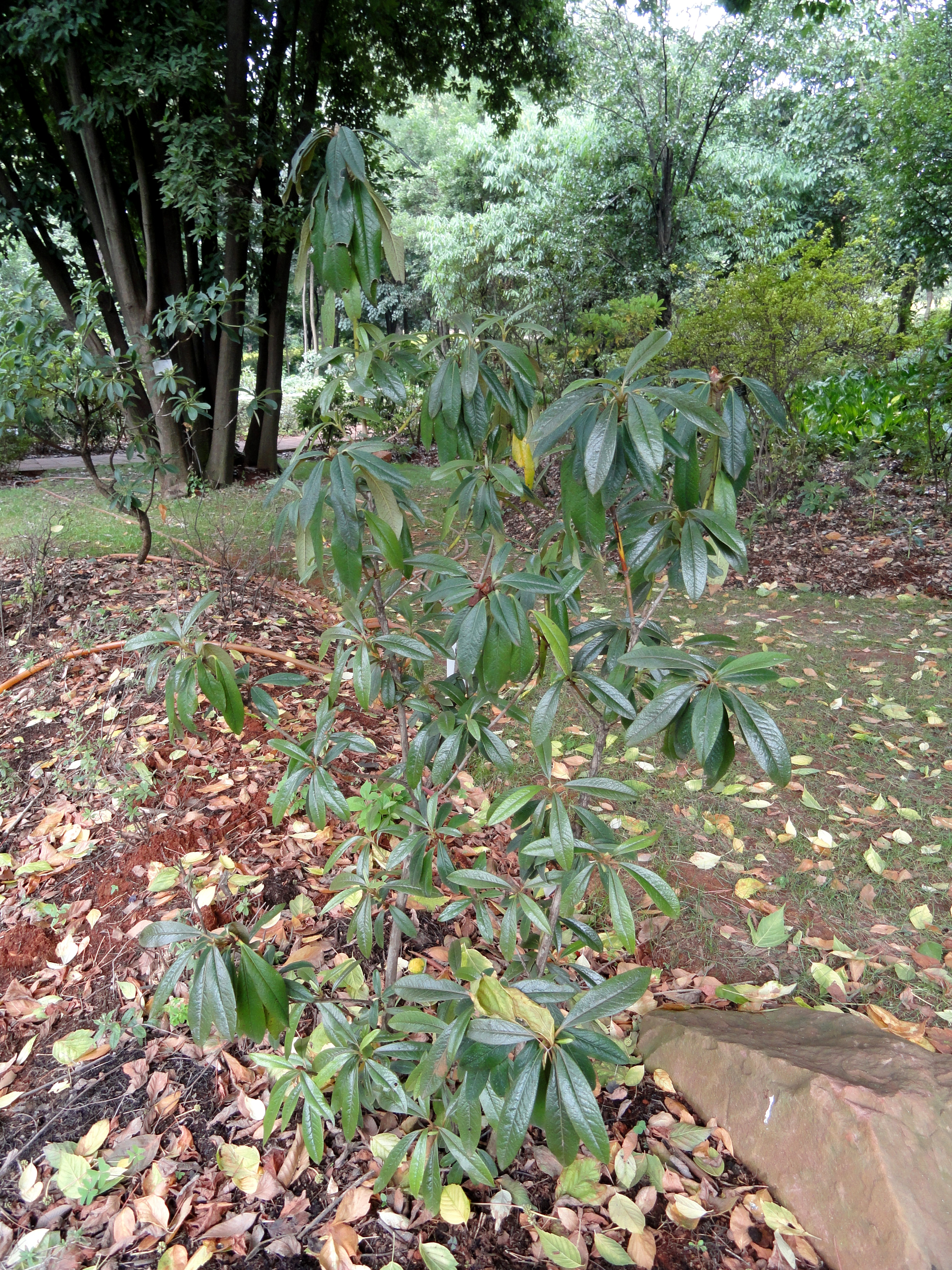